# Старий Зяногурт
Старий Зяногу́рт (рос. Старый Зяногурт) — присілок в Дебьоському районі Удмуртії, Росія.

## Населення
Населення — 39 осіб (2010; 79 в 2002).
Національний склад станом на 2002 рік:
- удмурти — 99 %

## Урбаноніми[3]
- вулиці — Зяногуртська